# سامانه خنثی‌سازی لیزری مواد منفجره

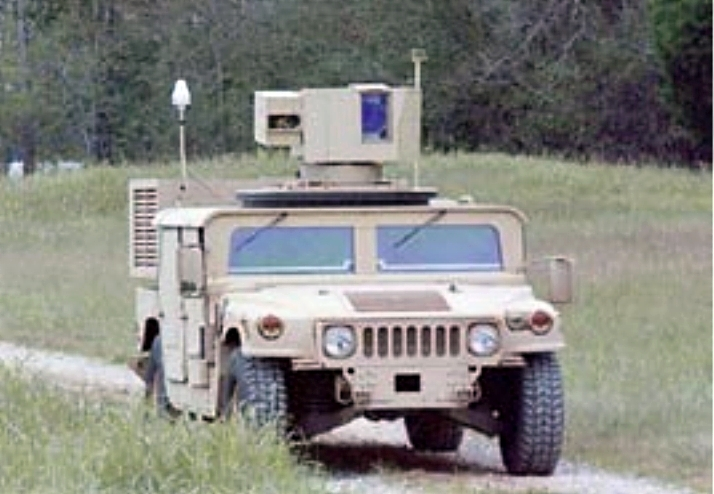
زئوس

سامانهٔ خنثی‌سازی لیزری مواد منفجره مبتنی بر هاموی (HMMWV Laser Ordnance Neutralization System) یا به اختصار، HLONS که معمولاً با نام زئوس شناخته می‌شود، یک سلاح لیزری حالت جامد است که توسط نیروهای مسلح ایالات متحده آمریکا برای خنثی کردن مین‌های زمینی و مهمات منفجرنشده، پاکسازی مین‌های سطحی و وسایل انفجاری دست‌ساز (IED) استفاده می‌شود.

## امکانات

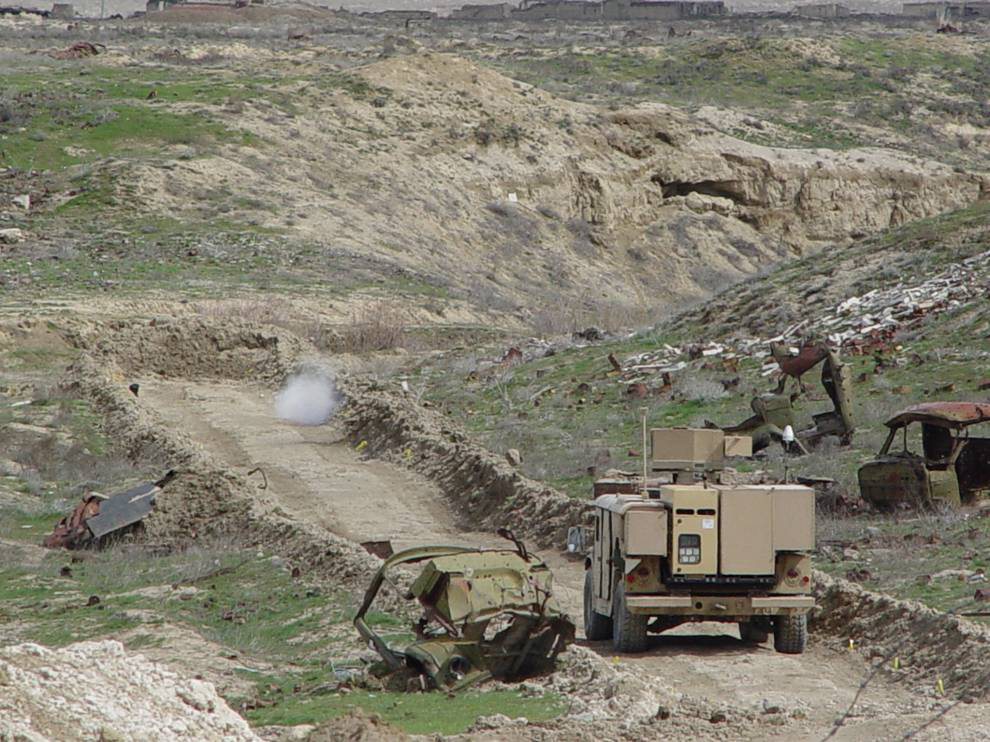
زئوس در حال خنثی کردن مهمات منفجرنشده

زئوس، از پرتو لیزر حالت جامد با ظرفیت حرارتی ۱۰ کیلووات، برای گرم کردن مهمات هدف، تا حدی استفاده می‌کند که باعث مشتعل شدن و شروع سوختن مواد منفجره شود. این شیوه، باعث وقوع یک انفجار با شدت پایین می‌شود که آسیب‌های جانبی را به حداقل می‌رساند.
این سامانه، توانایی درگیری با اهدافی از فاصله ۲۵ تا ۳۰۰ متری را تا زمانی که در خط دید قرار دارند، نشان داده‌است. سامانه زئوس می‌تواند تا ۲٬۰۰۰ بار در روز شلیک شود. زئوس با دارا بودن قابلیت ''roll-on roll-off'' با هواپیماهایی چون سی-۱۷ گلوبمستر و سی-۱۳۰ هرکولس قابل‌حمل است و همچنین دارای تأییدیهٔ حمل و جابجایی معلق، به‌وسیلهٔ هلیکوپتر است.

## توسعه
تا پیش از ظهور سامانه زئوس، پرسنل آمریکایی خنثی‌سازی مهمات انفجاری (EOD) باید به مهمات، نزدیک شده و به‌صورت دستی یا با کمک ربات‌ها، اقدام به خنثی‌سازی می‌کردند، اما استفاده از زئوس ارزان‌تر (چند سنت در هر بار شلیک لیزر) و ایمن‌تر از روش سنتی است و این دستگاه، از راه دور و با فاصله‌ای امن، مواد منفجره، مهمات یا مین‌ها را منفجر می‌کند.
لیزرها از نظر تئوری، برای استفاده در انفجار مواد منفجره در سال ۱۹۸۶ مورد ارزیابی قرار گرفتند اما مفهوم خنثی‌سازی لیزری مهمات در سال ۱۹۹۴ با طراحی، توسعه و آزمایش میدانی سامانهٔ مختل‌کنندهٔ مهمات متحرک (MODS) نشان داده شد. MODS از یک نفربر زرهی ام۱۱۳ استفاده می‌کرد. این برنامه توسط نیروی هوایی ایالات متحده در پایگاه نیروی هوایی اگلین (فلوریدا) تأمین مالی شد و سپس به نصب این سامانه در خودروهای هاموی منتهی شد. تکمیل و توسعهٔ زئوس، در سال ۱۹۹۶ آغاز شد و در جنگ افغانستان نیز از آن، استفاده شد.
در اوایل سال ۲۰۰۴، این سامانه به یک لیزر ۱ کیلوواتی ارتقا یافت و سپس در اواخر سال ۲۰۰۴ به یک لیزر فایبرگلس ۲ کیلوواتی، ارتقا یافت. این ارتقا، به‌طور قابل‌توجهی وزن کلی سامانه را کاهش داد (کاهشی در حدود ۲٬۰۰۰ پوند) و افزایش قدرت پرتوی خروجی و در نتیجه، افزایش برد سامانه را باعث شد.
در ژانویهٔ ۲۰۰۵، در کنفرانس IQPC's Directed Energy Weapons در لندن، جرالد ویلسون (یکی از طراحان زئوس)، گفت که این سامانه، بین ۵ ثانیه تا ۴ دقیقه (معمولاً ۳۰ ثانیه) طول می‌کشد تا یک مین را از بین ببرد که این موضوع، به‌معنای سرعت پاکسازی معادل ۲۵ مین یا مواد منفجرهٔ دیگر در ساعت در صورت تجهیز با لیزر ۰/۵ کیلوواتی است.

## به‌کارگیری
زئوس در طول تاریخچهٔ آزمایش و استقرار خود، بیش از ۱٬۶۰۰ مورد مهمات از ۴۰ نوع مختلف را با بیش از ۹۸٪ درصد موفقیت حذف کرده‌است.
در مارس ۲۰۰۳، سامانهٔ زئوس، به مدت ۶ ماه در افغانستان مستقر شد تا توانایی‌های آن در مبارزه با مین‌ها و تله‌های انفجاری و سایر مواد منفجره در یک محیط جنگی، ارزیابی شود. (عملیات آزادی بلندمدت). زئوس در پایگاه هوایی بگرام مورد استفاده قرار گرفت و بیش از ۲۰۰ مهمات (شامل ۵۱ مورد در یک دورهٔ ۱۰۰ دقیقه‌ای) از ۱۰ نوع مختلف را خنثی کرد. در آن زمان، سیستم زئوس، مجهز به یک لیزر ۱/۲ کیلووات بود.
در ۱۶ مارس ۲۰۰۵، زئوس به‌عنوان بخشی از گروه محافظت‌کننده از کاروان‌های نظامی، به عراق اعزام شد تا به فعالیت‌های خنثی کردن مهمات و مواد منفجره در آن‌جا کمک کند. یکی از مهم‌ترین محدودیت‌های این سیستم، عدم توانایی خنثی‌سازی مین‌ها، مواد منفجره و مهمات مخفی‌شده‌است.
این سامانه در حال حاضر به‌عنوان نخستین استفادهٔ عملیاتی از یک سلاح لیزری در میدان جنگ در تاریخ، توسط ارتش ایالات متحده در عراق، استفاده می‌شود.